# Théophile Wahis
Théophile Théodore Joseph Antoine Wahis (Menen, 27 april 1844 – Brussel, 26 januari 1921) was een Belgisch militair en koloniaal. Hij was een gehoorzame pion van koning Leopold II, die opklom tot gouverneur-generaal van de Onafhankelijke Congostaat en van Belgisch-Congo.

## Biografie
Wahis kwam uit een legerfamilie en nam al dienst op 16-jarige leeftijd. Na zijn opleiding aan de Koninklijke Militaire School stelde hij zich in 1864 kandidaat voor het Belgisch Legioen dat keizerin Charlotte in Mexico moest beschermen. Hij werd ordonnantieofficier van Alfred van der Smissen, wiens bataljon voltigeurs actief de strijd aanging tegen de republikeinse troepen van Benito Juárez. Na de aftocht van het legioen begin 1867 bleef Wahis aan de zijde van van der Smissen, die zelf aide de camp werd van koning Leopold II (1883-1890).
Niettegenstaande zijn gebrek aan kwalificaties, verkreeg Wahis een benoeming tot secretaris-generaal van het departement Binnenlandse Zaken van de Onafhankelijke Congostaat. Zijn militaire stijl viel in goed aarde bij koning Leopold, die hem in 1892 aanstelde tot gouverneur-generaal. Na de opeenvolging van verschillende titularissen bracht Wahis stabiliteit op die post (1892-96 en 1900-12). Dit verhinderde niet dat hij maar de helft van zijn tijd in Congo verbleef en vooral in de beginjaren leed onder een gebrek aan kennis en ervaring. Zijn trouw aan het leopoldiaanse systeem was zijn voornaamste kwalificatie. Nochtans moest hij even een stap opzij zetten na zijn optreden tegen Hubert Lothaire, een officier van de Force Publique die de Ier Charles Stokes zonder vorm van proces had laten ophangen. Later keerde Wahis terug op de hoogste trede en kreeg hij de gelegenheid om Lothaire terug te pakken (via een onderzoek naar een bloedbad aangericht door de Société anversoise du commerce au Congo, waarvan Lothaire toen voorzitter was). Een andere aanvaring had Wahis in 1906, toen Félicien Cattier hem ervan beschuldigde onwettige toestanden te laten woekeren (gijzelnemingen om de rubberquota af te dwingen).
Hoewel Wahis her en der wel optrad tegen de ergste misdaden, zag hij geen graten in de structurele uitbuiting en schoof hij uitwassen al te gemakkelijk af op de concessiemaatschappijen. In werkelijkheid had hij zelf bijgedragen aan het op militaire leest schoeien van het koloniale regime en de uitbouw ervan tot een exploitatiemachine. Het vuile werk werd gedaan door mensen als Léon Fiévez, die geen terughoudendheid kende in het rapporteren van wreedheden aan Wahis.
Hij gouverneur-generaal van de Onafhankelijke Congostaat van 1892 tot 1908 en van Belgisch-Congo van 1908 tot 1912. Een grote invalsweg van Brussel is naar hem genoemd namelijk Boulevard General Wahis.

## Publicatie
- Th. Wahis en F. de Rossius d’Humain, Lettres du Mexique à sa mère Clotilde Delrue. 1864-1866, Liège, Simonis, 1981